# 石超
石超（?—305年），冀州渤海南皮人。
石苞之孙，石乔之子。成都王司馬穎部將。永安元年（304年），東海王司馬越與右衛將軍陳昣等舉兵討伐在鄴城的皇太弟司馬穎，並帶晉惠帝親征，荀藩亦隨軍。不久軍隊被石超擊敗，石超劫持惠帝入鄴城，司馬穎改年號為建武。永兴二年（305年）司马虓派遣劉琨前往幽州（今北京）乞師於王浚，王浚“以突騎資之，擊王闡於河上”。司馬穎急令王斌、石超出戰，石超与王浚战于滎陽，王斌、石超节节败退，后被俘殺。